# Jéssica Lima
Jéssica Couto Lima (São José dos Campos, 16 de outubro de 1997) é uma judoca brasileira da categoria leve (até 57kg). Atleta da Sogipa, da Marinha do Brasil (CDM) e titular da seleção brasileira de judô (CBJ).

## Carreira
Pode-se dizer que a mãe de Jéssica foi sua primeira grande incentivadora no judô. A matriarca da família prometeu dar um presente para Jéssica e sua irmã, Ryanne Lima, se ambas aceitassem fazer uma aula experimental em uma academia de judô localizada na rua de trás da casa da família. As duas não só aceitaram, como nunca mais deixaram a modalidade. A paulista tinha seis anos quando teve seu primeiro contato com o esporte.
Em 2015, após entrar para seleção brasileira de base, Jéssica percebeu que precisava de uma estrutura melhor de treinamento se quisesse alcançar voos mais altos no esporte. Foi então que, em 2016, surgiu a oportunidade de integrar a equipe da Sogipa, em Porto Alegre — onde está até hoje.
Em 2017, a paulista participou do primeiro reality de judô da televisão brasileira: o "Ippon, a luta da vida", da TV Globo. Na competição, Jéssica perdeu na semifinal. Desde então, conquistou alguns títulos na base da seleção, como o bicampeonato pan-americano júnior. Em 2019, consagrou-se campeã brasileira sênior, mas foi em 2021 que a paulista começou a se destacar na seleção principal.  
Em 2021, Jéssica foi vice-campeã do Mundial Militar em Paris e, após, venceu a seletiva olímpica para garantir sua titularidade na seleção brasileira na categoria até 57kg. Hoje, o sonho da paulista é representar o Brasil em uma Olimpíada, mas para estar lá sabe que precisa de resultados. E é nisso que foca sua carreira, no momento.

## Conquistas

### 2022
- Campeonato Pan-Americano e da Oceania de Lima, no Peru
- Bronze no Grand Slam de Antalya, na Turquia

### 2021
- Bronze por equipes do Mundial Militar de Paris
- Prata no individual do Mundial Militar de Paris

### 2019
- Ouro no Campeonato Brasileiro

### 2017
- Ouro no Campeonato Pan-Americano Júnior

### 2015
- Ouro no Campeonato Pan-Americano Júnior

## Marinha do Brasil
Assim como diversos atletas brasileiros, Jéssica é terceiro sargento da Marinha do Brasil, integrante da Comissão de Desportos da Marinha (CDM) e do Centro de Educação Física Almirante Nunes (Cefan), desde 2018.